# تيد فينتر
تيد فينتر (بالإنجليزية: Ted Winter)‏ هو سياسي أمريكي، ولد في 26 نوفمبر 1949. حزبياً، نشط في حزب العمال المزارعين الديمقراطيين في مينيسوتا والحزب الديمقراطي. وقد انتخب عضو مجلس نواب مينيسوتا.